# Miłuj, miła, miłuj wiernie
Miłuj, miła, miłuj wiernie – incipit anonimowego polskiego wiersza o charakterze miłosnym, pochodzącego z XV wieku.
Utwór zapisano w 1472 roku na karcie tytułowej (1 recto) kodeksu prawniczego należącego do Mikołaja z Rogoźna. Obecnie manuskrypt przechowywany jest w Bibliotece Kórnickiej PAN (sygnatura 799). Pierwszą transliterację i transkrypcję ogłosił Wacław Aleksander Maciejowski (Dodatki do Piśmiennictwa polskiego) w 1852.
Wiersz zbudowany jest z 6 wersów. Według Macieja Włodarskiego wielokrotne powtórzenia rozkazu (oraz zaznaczenie konsekwencji nie wypełnienia go) mogą wskazywać na obrzędowy charakter utworu. Przypomina on również  miłosne zaklęcie.